# Gracias por la música (canción)
«Gracias por la música» es una canción y un sencillo que publicó el grupo sueco ABBA sólo en dos países hispanohablantes. Es la versión en español de Thank You For The Music.

## La canción
La música fue compuesta por Benny y Björn, pero la letra fue traducida al español por Mary y Buddy McCluskey, y posteriormente fue grabada el 8 de enero de 1980, en los estudios de Polar Music, siendo grabada primeramente en inglés. La canción habla sobre un don que tiene una mujer, que es el don de cantar y bailar increíblemente captando la atención de todos. Este tema viene incluido en los álbumes Gracias por la Música como la pista número 1, y en ABBA Oro, es la pista número 3.
El sencillo sólo se lanzó en Argentina y México, donde tuvieron un éxito considerable, pero el suficiente para posicionarse en las posiciones 4 y 15 respectivamente. La canción le da el nombre al disco, y la portada del disco es la misma que la del sencillo.
Existe un video de ABBA interpretando la canción que se transmitió para promocionar la canción en España (en 1980) y Argentina (en 1981)

## El lado B
«Dame! Dame! Dame!» es el lado b de este sencillo. La música fue compuesta por Benny y Björn, pero la letra fue traducida al español por Mary y Buddy McCluskey. La canción habla sobre una mujer, muy sola que necesita el amor y cariño de alguien. Este tema viene incluido en los álbumes Gracias por la Música como la pista número 4, y en ABBA Oro, es la pista número 6.
«Dame! Dame! Dame!» se lanzó como sencillo en España y Japón.

## Versiones
- 2001: Rosa López y Nuria Fergó. Incluido en el álbum Singles Gala 1 de Operación Triunfo 2001.
- 2017: Rosa López y Amaia Romero. Incluido en el álbum de duetos de Operación Triunfo 2001 y Operación Triunfo 2017.

## Posicionamiento
| Lista                          | Posición |
| ------------------------------ | -------- |
| Argentina Top 10 Singles Chart | 4        |
| México Lista de Sencillos      | 15       |